# Harald Klak
Harald „Klak“ Halfdansson, auch Heriold und Hariold, (* um 785; † um 846) war von 812 bis 814 und von 819 bis 827 König in Jütland (Haithabu) und möglicherweise auch von anderen Teilen des damals noch nicht geeinten Dänemark. Er gehörte einem mit den Nachkommen des 810 ermordeten dänischen Wikingerkönigs Gudfred (Gudrød) um die Vorherrschaft in Dänemark konkurrierenden Zweig des gleichen Geschlechts an. Nach dem Tod von Gudfreds Neffen und Nachfolger Hemming im Jahre 812 gelang es ihm und seinen Brüdern zunächst, die Macht in Jütland an sich zu reißen. Danach war er jedoch bis zu seiner endgültigen Vertreibung aus Dänemark im Jahre 826 oder 827 in verheerende Erbkriege gegen die Söhne Gudfreds verwickelt.

## Bürgerkrieg und Machtergreifung
Nach dem Tod Hemmings, der die fünf Söhne Gudfreds aus dem Land vertrieben hatte, brach ein erbitterter Erbfolgestreit aus. Die beiden Konkurrenten waren Sigifrid II., ein Neffe Gudfreds und Enkel Siegfrieds I., und Anulo (Ole/Olaf), ein Sohn des Halfdan und Neffe oder Enkel des „ehemaligen Königs Harald“ oder des „Harald und des Königs selbst“. Anulos Parteigänger gingen aus dem Kampf siegreich hervor, aber da beide Kontrahenten gefallen waren (Sigifrid 811 und Anulo 812), wurden Anulos Brüder Harald Klak und Ragnfrid (Reginfrid) als gemeinsame Könige von Jütland installiert. Die beiden erneuerten im Jahre 813 den 811 von Hemming mit Karl dem Großen geschlossenen Frieden, in dem die Eider als Grenze zwischen fränkischem und dänischem Reich festgelegt worden war, und ihr Bruder Hemming, der als Geisel im Fränkischen Reich gelebt hatte, kehrte nach Dänemark zurück. Schon im Jahre 814 wurden Harald und seine Brüder jedoch nach heftigen Kämpfen von den aus schwedischer Verbannung mit einem schwedisch-dänischen Heer zurückgekehrten Söhnen Gudfreds verjagt. Zwar kehrten sie noch einmal mit einem Heer zurück, konnten jedoch den Thron nicht wieder erobern. Bei den Kämpfen fielen sowohl Haralds Bruder Ragnfrid als auch Gudfreds Sohn Gottfried. Harald und sein Bruder Rörik flohen ins Frankenreich.

## Vasall Ludwigs des Frommen
Um die Unterstützung Kaiser Ludwigs des Frommen zu erlangen, wurde Harald 814 dessen Lehnsmann. Ein von Ludwig entsandtes Heer von Sachsen und Abodriten unter dem legatus imperatoris Balderich, dem späteren Markgrafen von Friaul, fiel 815 in Jütland ein, plünderte und brandschatzte, und verhalf Harald kurzfristig wieder zu einem Teil Südjütlands um Haithabu. 817 wurde er erneut vertrieben. Eine zweite Invasion im Jahre 819, wiederum mit Unterstützung der Abodriten, führte zu einem Abkommen, nach dem sich Harald und zwei der überlebenden Söhne Gudfreds, Olaf und Horik I., ab 821 die Herrschaft teilten – wobei Harald anscheinend eine Art von Unterkönig Horiks in Jütland war, während Olaf in Westerfold (südwestliches Jütland, heutiges Nordfriesland) regierte.
Schon bald brachen zwischen Harald und Horik erneut Feindseligkeiten aus, die Ludwig der Fromme und die religiös aufgeladene Reichseinheitspartei um Erzbischof Ebo von Reims auszunutzen suchten. Ins Gewicht fiel dabei die Überlegung, dass man mit einer Taufe Haralds und einer damit zu fördernden Bekehrung der Dänen zum Christentum den Einfluss des Fränkischen Reichs jenseits seiner Nordgrenze sowie Haralds Vasallenverhältnis zu Ludwig stärken zu können glaubte. Harald hatte wieder Zuflucht im Frankenreich gesucht. Ebo von Reims ging 823 als kaiserlicher und päpstlicher Legat und Missionsbischof nach Dänemark und versuchte, ein neues Abkommen zwischen Harald und Horik zu vermitteln. Dies gelang wohl 825, war aber angesichts der tiefsitzenden Feindschaft der Antagonisten nur von kurzer Dauer; die offensichtliche Parteinahme der Franken für ihren Vasallen Harald war nicht angetan, den Argwohn Horiks und der dem Christentum ablehnend gegenüberstehenden Bevölkerung zu besänftigen.

## Taufe und fränkische Belehnung
Da das friesische Küstengebiet ein Schwachpunkt in der Grenzverteidigung des Fränkischen Reichs und beliebtes und häufiges Ziel von Wikingerüberfällen war, lud Kaiser Ludwig Harald, dessen Position in Dänemark inzwischen sehr geschwächt war, 826 zu Verhandlungen über die Sicherung Frieslands ein. Auf einer Reichsversammlung und Synode in Ingelheim wurde Harald (Herioldus) von Ludwig mit großem Pomp in der dortigen Kaiserpfalz empfangen. Am 24. Juni 826 ließ er sich zusammen mit seiner Frau, seinem Sohn Gottfried und seinem etwa 400 Personen großen Gefolge im Stift St. Alban vor Mainz taufen. Ludwig wurde Haralds Pate und belehnte ihn mit der friesischen Grafschaft Rüstringen. Damit war Harald wohl der erste Däne, der fränkisches Gebiet zu Lehen erhielt. Als Gegenleistung verpflichtete er sich, die friesische Küste gegen zukünftige Wikinger-Überfälle zu verteidigen.

## Rückkehr nach Dänemark
Auf seiner Rückreise 827 begleiteten ihn der bisherige Vorsteher der Klosterschule von Corvey und spätere Erzbischof von Hamburg-Bremen, Ansgar, und eine Gruppe von Mönchen, die die nordische Mission in Dänemark fortsetzen sollten. Harald nannte sich nunmehr König von Rüstringen und Jütland und wurde Mitregent in Stormarn. Ob er allerdings dänischen Boden tatsächlich noch einmal betrat, ist nicht gesichert. Wenn ja, so wurde er jedenfalls noch im gleichen Jahr von Horik I. endgültig aus Dänemark vertrieben. Der Grenzkrieg mit seinem Rivalen dauerte allerdings noch bis 829 an. Haralds Taufe hatte weder die Ausbreitung des Christentums gesichert noch seinen Herrschaftsanspruch gestärkt; sie mag sogar sein Scheitern in Dänemark besiegelt haben.

## Graf in Friesland
Er musste sich mit seinen Rechten in Friesland begnügen, von wo aus er an mehreren Plünderungsfeldzügen im Nordseeraum teilnahm. (Sein ebenfalls getaufter Bruder Hemming erhielt Walcheren zu Lehen und fiel dort im Juni 837 im Kampf gegen eingefallene dänische Plünderer, die danach auch noch Dorestad angriffen und dort Tribut kassierten.) Nach dem Tod Ludwigs des Frommen unterstützte Harald dessen Sohn Lothar, der ihm dafür 840 die Insel Walcheren und seinem Bruder Rörik den Gau Kimmen (Kinnin) in Friesland zu Lehen gab. Als er jedoch dem Kaiser bei Koblenz den Übergang über die Mosel decken sollte, floh er beim Herannahen der Feinde.

## Ende
Wann Harald Klaks Leben ein Ende fand, ist nicht gesichert. Manche Quellen besagen, dass er um 846 bei Walcheren fiel. Wahrscheinlicher ist, dass er im Jahre 852 von fränkischen Rittern wegen des, allerdings unbewiesenen, Verdachts von Verrat umgebracht wurde. Er scheint somit von 829 bis 852 ein Mann von Einfluss im nördlichen Grenzgebiet des Reiches gewesen zu sein, ohne dass er jedoch noch einmal einen ernstzunehmenden Versuch unternahm, die Herrschaft in Dänemark zu erlangen. Auch die fränkischen Monarchen, in ihre eigenen Machtkämpfe verstrickt, waren nicht mehr daran interessiert, seine dortigen Ansprüche militärisch zu unterstützen.

## Familie
Harald war mit Sigrid Helgesdotter (800–854) verheiratet. Ihre gemeinsamen Kinder waren vermutlich:
- Gottfried Haraldsson (* um 820; † um 856)
- Guthorm von Haithabu (* 825, X 854 in Friesland)
- Gisela (Gisla) (* um 830; † um 870), heiratete Erik (Horik) III. von Haithabu

Haralds Sohn Gottfried blieb von 826 bis in die 840er Jahre im Gefolge seines Taufpaten Lothar I. Dann ging er in Unfrieden und verbreitete zusammen mit seinem Vetter Rörik von Dorestad († bald nach 873) von 845 bis 855 durch zahlreiche Raubzüge Angst und Schrecken in Friesland, Flandern und Nordfrankreich. Die beiden versuchten 855 vergeblich, nach dem Tod von Horik I. noch einmal die Herrschaft in Dänemark zu gewinnen. Daraufhin eroberten sie stattdessen Dorestad und große Teile der heutigen Niederlande. Gottfried starb oder fiel wohl in dieser Zeit, denn er verschwindet danach aus der Geschichtsschreibung.
Gottfried Haraldsson wird häufig mit dem Grafen bzw. Herzog Gottfried von Friesland verwechselt, der bei der Eroberung Nordenglands durch die Wikinger beteiligt war, 880 Flandern und 882 das Rheinland heimsuchte, sich 882 taufen ließ, als Lehnsmann Karls des Dicken Herzog von Friesland wurde, und 885 ermordet wurde.
Harald Klak war der Onkel von Rörik von Dorestad und Harald von Dorestad, die Dorestad und große Teile Frieslands in den 840er und 850er Jahren beherrschten. Die beiden waren wahrscheinlich, aber nicht unbedingt, Söhne seines Bruders Hemming Halfdansson, der 837 auf Walcheren fiel. Der jüngere Harald war 826 in Mainz getauft worden und mit seinem Vetter Gottfried Haraldsson einige Jahre am kaiserlichen Hof erzogen worden. Er fiel wohl in den frühen 840er Jahren während der Bürgerkriege im Dienste Lothars I. und war der Vater des Wikingerfürsten Rodulf, der 873 bei einem Raubzug in Friesland sein Ende fand.
Die Vermutung Snorris, Harald Klak sei der Vater von Thyra Danebod, der Frau des Gorm und Mutter des Harald Blauzahn, ist wohl nicht haltbar; wahrscheinlicher ist die Aussage des dänischen Geschichtsschreibers Saxo Grammaticus, dass sie eine Tochter des angelsächsischen Königs Ethelred von Wessex war.
Harald Klaks Stammbaum sieht wohl wie folgt aus:
- Halfdan II. Haraldsson († um 810), 804–810 Herrscher von Haithabu
  - Anulo (X 812)
    - Rörik II. († 882)

  - Ragnfrid (X 814)
  - Hemming (X 837 auf Walcheren)
    - Harald († bald nach 842)
      - Rodulf (X 873)

    - Rörik von Dorestad († nach 873)

  - Harald Klak (erschlagen 852)
    - Gottfried Haraldsson (* um 820; † um 856)
    - Guthorm (* 825, X 854)
    - Gisela (Gisla) (* um 840; † um 870)

  - Rörik I. (X 844 bei Walcheren), Mitkönig Harald Klaks in Haithabu 812–814, danach mit ihm in Friesland
    - Knut, 894 König von Jórvík (Northumbria um York)